# Bradley McGee

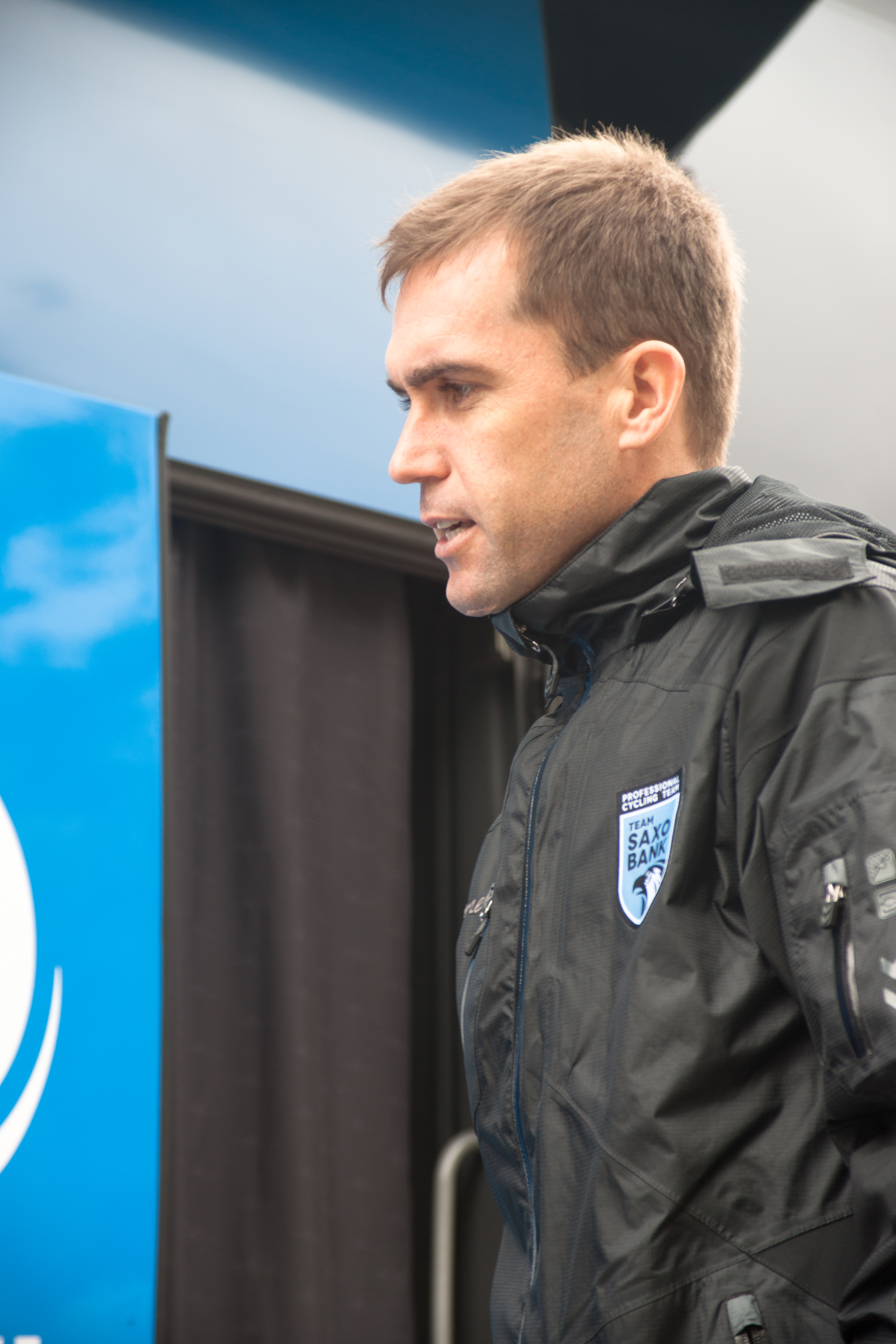
Bradley McGee bei der Tour de Romandie 2012

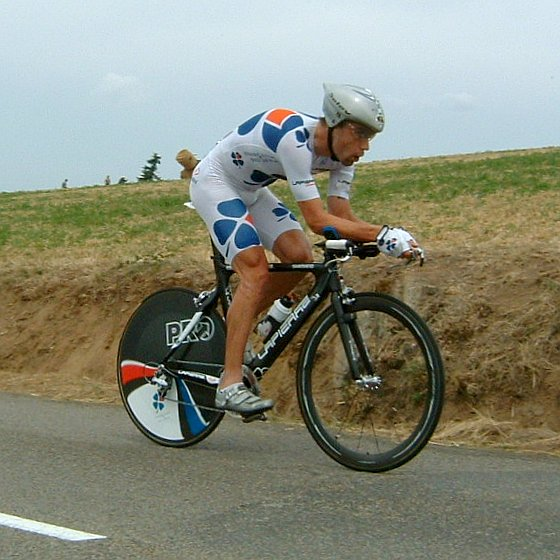
McGee beim Zeitfahren auf der 20. Etappe der Tour de France 2005

Bradley John McGee (* 24. Februar 1976 in Sydney, Australien) ist ein ehemaliger australischer Radrennfahrer und heutiger Radsporttrainer. Als aktiver Radsportler wurde er auf der Bahn Olympiasieger und zweifacher Weltmeister. Er gewann im Straßenradsport als Profi mehrere internationale Rennen.

## Sportliche Laufbahn
Bradley McGees größte Erfolge als Amateur waren die beiden Goldmedaillen bei den Junioren-Bahnweltmeisterschaften 1993 und 1994. Seit 1998 war er Profirennfahrer bei Française des Jeux. 2003 gewann er den Prolog bei der Tour de France 2003 und trug das Gelbe Trikot zwei Tage lang. Auch beim Giro d’Italia 2004 war er beim Prolog siegreich und verteidigte das Rosa Trikot zwei Tage.
1996, bei den Sommerspielen in Atlanta, gewann McGee zweimal Bronze (Einer- und Mannschaftsverfolgung). Bei den Sommerspielen 2000 in Sydney gewann er in der Einerverfolgung ebenfalls die Bronzemedaille. Bei den Olympischen Sommerspielen 2004 in Athen gewann er Silber in der Einer- sowie Gold in der Mannschaftsverfolgung.
Auch bei den Commonwealth Games war McGee erfolgreich: Schon 1994 gewann er Gold in der Einerverfolgung sowie in der Mannschaftsverfolgung. 1998 konnte er beide Titel verteidigen. 2002 holte er Gold in der Einerverfolgung.
2004 gelang Bradley McGee der Gesamtsieg bei der Route du Sud. Im folgenden Jahr gewann er die Punktewertung bei der Tour de Suisse 2005 und trug vier Tage lang das Goldene Trikot der Vuelta a España 2005. Als Prologspezialist bewies er sich beim Critérium du Dauphiné Libéré 2002 und der Tour de Romandie 2004. 1993 wurde er Radsportler des Jahres in Australien.
Ende der Saison 2008 beendete Bradley McGee seine Karriere und wechselte in die Sportliche Leitung des Teams Saxo Bank, wo er bis Ende 2012 blieb. Seit Anfang des Jahres 2013 ist er Cheftrainer für den Bereich Radfahren am New South Wales Institute of Sport (NSWIS).

## Erfolge

### Straße
2001
- eine Etappe Midi Libre
- eine Etappe Route du Sud

2002
- Prolog Dauphiné Libéré
- eine Etappe Tour de France

2003
- eine Etappe Tour de Suisse
- Prolog Tour de France
- eine Etappe Niederlande-Rundfahrt

2004
- Prolog Tour de Romandie
- Prolog Giro d’Italia
- Gesamtwertung und eine Etappe Route du Sud

2005
- eine Etappe Tour de Suisse

### Bahn
1994
- Commonwealth Games – Einerverfolgung
- Commonwealth Games – Mannschaftsverfolgung (mit Brett Aitken, Stuart O’Grady und Tim O’Shannessey)

1995
- Weltmeister – Mannschaftsverfolgung (mit Stuart O’Grady, Tim O’Shannessey und Rodney McGee)

1996
- Olympische Spiele – Einerverfolgung

1998
- Commonwealth Games – Einerverfolgung
- Commonwealth Games – Mannschaftsverfolgung (u. a. mit Brett Lancaster)

2000
- Olympische Spiele – Einerverfolgung

2002
- Commonwealth Games – Einerverfolgung
- Weltmeister – Einerverfolgung

2004
- Olympiasieger – Mannschaftsverfolgung (mit Peter Dawson, Graeme Brown, Brett Lancaster, Luke Roberts und Stephen Wooldridge)
- Olympische Spiele – Einerverfolgung

2008
- Weltmeisterschaften – Mannschaftsverfolgung

## Ehrungen
Für seine Verdienste um den Sport als Goldmedaillengewinner bei den Olympischen Spielen 2004 in Athen wurde er 2015 mit der Medaille des Order of Australia ausgezeichnet. 2017 wurde er in die Cycling Australia Hall of Fame aufgenommen.

## Teams
- 1998–2002 La Française des Jeux
- 2003–2004 fdjeux.com
- 2005–2007 La Française des Jeux
- 2008 Team CSC-Saxo Bank